# Alej
Az Alej (oroszul: Алей) folyó Oroszországban, Nyugat-Szibéria déli részén, az Altaji határterületen; a Felső-Ob bal oldali mellékfolyója.

## Földrajz
Hossza: 858 km, vízgyűjtő területe: 21 100 km², évi közepes vízhozama: 33,8  m³/sec.
Az Altaj előhegyeiben, az orosz-kazah államhatár közelében, körülbelül 1000 m tengerszint feletti magasságban ered. Nyugati, északnyugati irányban folyik, majd nagy kanyarulattal északkelet felé fordul és végig ebbe az irányba tartva éri el az Obot. Rövid felső szakaszán hegyi folyó; lejjebb sík vidéken, a korábbi sztyeppén folyik, melynek legnagyobb része ma már szántóföld. Sok holtágat képez és jellemzője, hogy a partokat és magát a folyómedret is sűrűn változtatja. Nagy mennyiségű hordalékot szállít, az anyag-, iszap- és homokszemcséktől vize állandóan zavaros.
Novembertől áprilisig befagy. Főként hóolvadék táplálja, és a vízutánpótlásban még a föld alatti vízkészleteknek is nagyobb a szerepe, mint az esővíznek. Számos kisebb mellékfolyója van, de a tavaszi olvadástól eltekintve vízhozamúk nem jelentős, nyáron néhány közülük ki is szárad.
Vizét kiterjedt öntözési rendszerben hasznosítják. Völgye sűrűn lakott vidék, a partjára épült két város Rubcovszk és Alejszk. Völgyében vezet a dél-szibériai Barnault Kazahsztánnal összekötő vasútvonal. 
Az Alej felső folyásán, Giljovo falunál az 1970-es évek végén nagy víztározót alakítottak ki. A Giljovói-víztározó (oroszul Giljovszkoje vodohranyiliscse) megépítése lehetővé tette a vízhozam évszakonkénti egyenletesebb elosztását, javította a városok és az öntözési rendszer vízellátását. 